# Kleistpark (metrostation)
Kleistpark is een station van de metro van Berlijn, gelegen onder de kruising van de Grunewaldstraße, de Potsdamer Straße en de Hauptstraßein het Berlijnse stadsdeel Schöneberg, aan de rand van het Heinrich-von-Kleistpark. Het metrostation werd geopend op 29 januari 1971 en is onderdeel van lijn U7.
Station Kleistpark werd gebouwd tussen 1967 en 1969 en is zoals alle andere stations van deze bouwfase van de U7 van de hand van architect Rainer Rümmler. Het station luidt met zijn ontwerp een verandering in de stationsarchitectuur ten opzichte van het naburige station Yorckstraße in, hoewel beide stations tegelijkertijd geopend werden. De wanden zijn bekleed met brede grijze tegels, terwijl de zuilen op het perron een aluminiumbeplating hebben. De stationsnaam is aangebracht in een donkerrode band op wanden.
Onder het eilandperron van de U7 bevindt zich een ongebruikt niveau, dat alvast werd aangelegd met het oog op de toekomstige lijn F (later U10). Deze lijn zou Weißensee met Lichterfelde verbinden, maar behoort niet meer tot de planning. Een deel van het in ruwbouw aangelegde station wordt door het stadsvervoerbedrijf BVG gebruikt als archiefruimte.

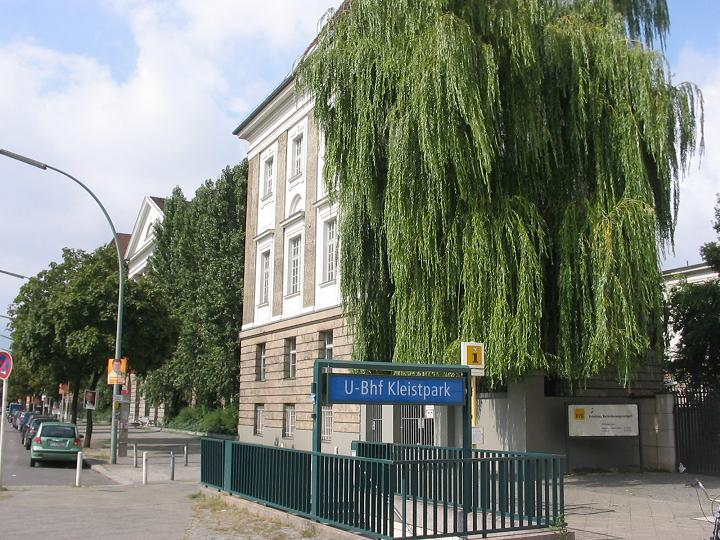
Ingang aan de Grunewaldstraße